# Mundell
Mundell – czwarty album studyjny Hugh Mundella, jamajskiego wykonawcy muzyki reggae.
Płyta została wydana w roku 1982 przez londyńską wytwórnię Greensleeves Records. Nagrania zarejestrowane zostały w studiu Channel One w Kingston. Ich produkcją zajął się Henry "Junjo" Lawes. Mundellowi akompaniowali muzycy sesyjni z zespołu The Roots Radics Band.
W roku 2004 nakładem Greensleeves ukazała się reedycja albumu na płycie CD, zawierająca także cztery dodatkowe utwory.

## Lista utworów

### Strona A
1. "Jacqueline"
2. "Rasta Have The Handle"
3. "Going Places"
4. "Red Gold & Green"

### Strona B
1. "Tell I A Lie"
2. "24 Hours A Day"
3. "Jah Music"
4. "Your Face Is Familiar"

### Dodatkowe utwory w reedycji
1. "Walk With Jah"
2. "Can't Pop No Style"
3. "Jacqueline Dub"
4. "Rasta Have The Handle Dub"

## Muzycy
- Winston "Bo-Peep" Bowen - gitara
- Noel "Sowell" Bailey - gitara rytmiczna
- Errol "Flabba" Holt - gitara basowa
- Lincoln "Style" Scott - perkusja
- Noel "Skully" Simms - perkusja
- Christopher "Sky Juice" Blake - perkusja
- Gladstone Anderson - fortepian
- Winston Wright - organy
- Ronald "Nambo" Robinson - puzon
- Felix "Deadly Headley" Bennett - saksofon